# 巴登猶太會堂

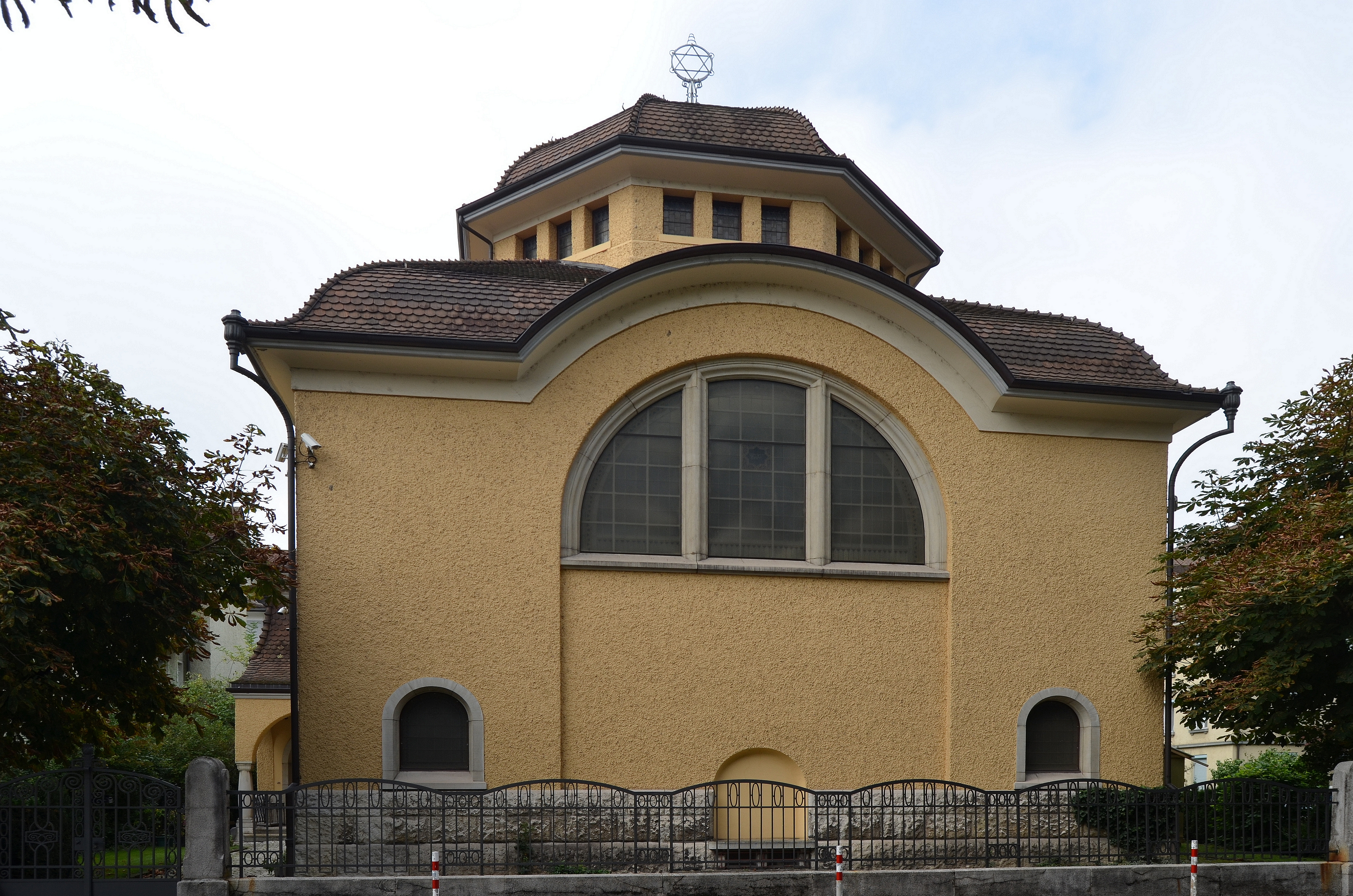

巴登猶太會堂（synagogue of Baden）是瑞士阿爾高州城市巴登的一座猶太會堂。這座猶太會堂修建於1912年至1913年，是瑞士重要國家文化財產。